# Perú en los Juegos Paralímpicos de Toronto 1976
Perú estuvo representado en los Juegos Paralímpicos de Toronto 1976 por dos deportistas, un hombre y una mujer.

## Medallistas
El equipo paralímpico peruano obtuvo las siguientes medallas:
| Nombre         | Deporte       | Evento                    |
| -------------- | ------------- | ------------------------- |
| Oro            |               |                           |
| Teresa Chiappo | Tenis de mesa | Individual D femenino     |
| Plata          |               |                           |
| —              |               |                           |
| Bronce         |               |                           |
| Teresa Chiappo | Atletismo     | Jabalina D femenino       |
| José González  | Natación      | 100 m espalda 5 masculino |